# Ezio Cecchi
Ezio Cecchi (Larciano, província de Pistoia, 11 de maig de 1913 - Monsummano Terme, 19 d'agost de 1984) va ser un ciclista italià que fou professional entre 1934 i 1951, amb un impàs provocat per la Segona Guerra Mundial.
Tot i no aconseguir cap victòria com a professional, destaquen les seves participacions al Giro d'Itàlia, cursa que acabà sis vegades entre els deu primers, dues d'elles en segona posició: el 1938, per darrere Giovanni Valetti; i el 1948, a tan sols 11" de Fiorenzo Magni.

## Palmarès
- 1938
  - 2n del Giro d'Itàlia
  - 2n del Giro del Lazio
- 1946
  - 2n a la Coppa Placci
- 1947
  - 2n a la Milà-San Remo
- 1948
  - 2n del Giro d'Itàlia
  - 3r de la Volta a Catalunya
- 1949
  - 2n del Giro del Lazio

### Resultats al Giro d'Itàlia
- 1935. 8è de la classificació general
- 1936. 15è de la classificació general
- 1937. 20è de la classificació general
- 1938. 2n de la classificació general
- 1939. 32è de la classificació general
- 1940. 6è de la classificació general
- 1946. 7è de la classificació general
- 1947. 4t de la classificació general
- 1948. 2n de la classificació general.  Portà el mallot rosa durant dues etapes
- 1949. 34è de la classificació general
- 1950. 17è de la classificació general